# Кацусика Хокусай
Кацуси́ка Хокуса́й (яп. 葛飾 北斎, 31 октября 1760 года, Эдо — 10 мая 1849 года, там же) — японский художник укиё-э, иллюстратор, гравёр периода Эдо. Работал под множеством псевдонимов. Является одним из самых известных на Западе японских гравёров, мастер завершающего периода японской ксилографии.
Хокусай использовал не менее тридцати псевдонимов на протяжении своей жизни. Несмотря на то, что использование псевдонимов было обычной практикой у японских художников того времени, по числу псевдонимов он существенно превосходит других известных авторов. Псевдонимы Хокусая нередко используются для периодизации этапов его творчества.

## Биография

### Детство
Родился в октябре 1760 года в Эдо (современный Токио) в семье ремесленника. Семья жила в районе, называвшемся Кацусика, — бедном городском предместье. Его настоящее имя — Токитаро (яп. 時太郎), но на протяжении всей своей творческой жизни он принимал много различных псевдонимов. Считается, что его отцом был Накадзима Исэ (яп. 中島 伊勢), изготовлявший зеркала для сёгуна. Хокусай не стал наследником своего отца, поэтому его матерью предположительно была конкубина. По версии авторитетного исследователя творчества Хокусая Нарадзаки Мунэсигэ (яп. 楢崎 宗重), Накадзима Исэ был только приёмным отцом мальчика, которому он был отдан в обучение. Настоящим же его отцом Мунэсигэ считает крестьянина Кавамуру, который и отдал его Накадзиме в возрасте четырёх-пяти лет. Это позволяет сделать вывод, что семья Хокусая была из беднейших и у родителей не было возможности самостоятельно растить всех детей. Также можно предположить, что он не был старшим сыном в семье, поскольку на воспитание в чужие семьи отдавали только младших сыновей.
Начал рисовать в возрасте около шести лет, возможно обучаясь искусству у отца, чья работа над зеркалами включала в себя их роспись.

С шести лет я стал изображать различные формы предметов.— Из предисловия к книге «100 видов Фудзи»
В 1770 году мальчик устраивается в книжную лавку разносчиком книг в район Ёкомотё. В этот период его зовут Тэцудзо. Причины, по которым он ушёл из мастерской приёмного отца, остаются неизвестными. Предположительно, именно работая в книжной лавке Хокусай обучается грамоте, в том числе китайскому языку. Следующий след в жизни художника — работа в мастерской гравёра (приблизительно с 1773 года), что, по всей вероятности, не было случайностью. На данный период приходится расцвет гравюры в Японии, которая начинает пользоваться большой популярностью. В целом, это время в Японии характеризуется значительным развитием культурной сферы: театр, изобразительное искусство, литература осваивают новые методы, разрабатываются новые стили. Происходит всплеск в книгопечатании. В происходящем развитии ярко проявляется свойственный японской культуре синтетизм, когда отдельные виды искусства и ремёсел тесно взаимосвязаны и взаимовлияют друг на друга: театр в Японии прочно связан не только с литературой, но и с музыкой; отдельным важным жанром в гравюре является создание портретов актёров, гравюра непосредственно связана с книгопечатанием, созданием рисунков на тканях, массово используется в быту при создании поздравительных открыток и т. п.

### Начало пути

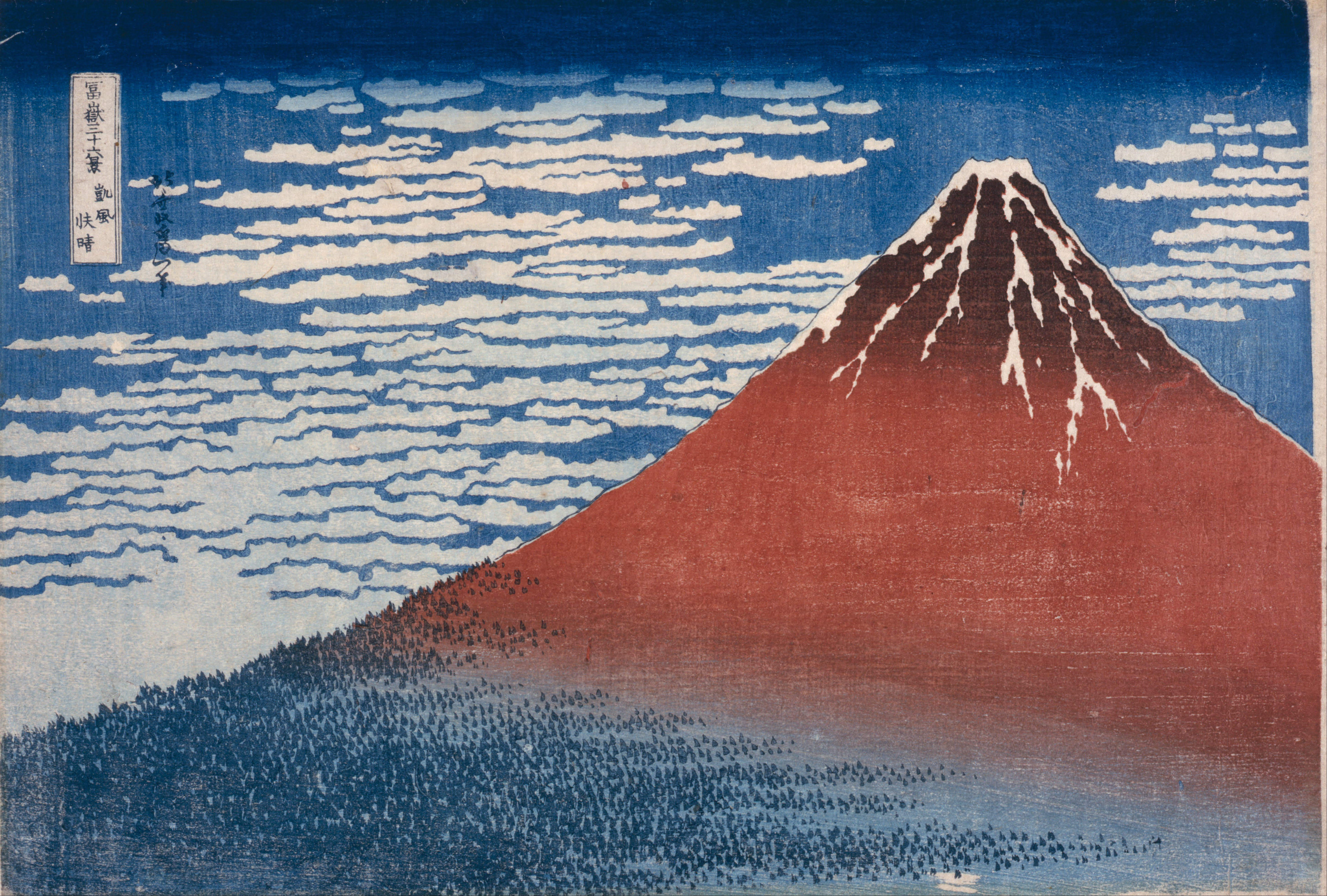
Победный ветер. Ясный день (Красная Фудзи). 1823—1831

На детство и юность Хокусая приходится творчество многих японских мастеров гравюры: Харунобу, Кацукавы Сюнсё, Утагавы Тоёхару. Ксилография выходит на новый уровень развития как в художественном, так и в техническом плане. В мастерской гравёра Хокусай обучился основам мастерства резьбы по дереву. Но работа резчика-гравёра всегда была ограничена замыслом непосредственно художника. Как технический исполнитель, резчик не мог отступить от замысла художника, от него требовалась лишь точность и бережное отношение к работе. Хокусаю тесны рамки резчика и он ищет себя в создании гравюр по собственным рисункам.
В 1778 году Хокусай поступил учеником в студию Кацукавы Сюнсё (1726—1792), известного художника укиё-э, прославившегося портретами актёров кабуки. Его мастерская принадлежала к числу крупнейших в Эдо. Период творчества Хокусая с этого времени обычно называется «Период Сюнро», по имени, которым он подписывается. В 1779 году молодой художник сделал серию вполне уверенно скомпонованных театральных портретов.
Работа и учёба Хокусая в мастерской были отмечены её создателем. Сюнсё благоволит трудолюбивому и аккуратному ученику, который отменно выполняет и сложные заказы. При общей атмосфере непререкаемой покорности и преклонения перед учителем, царившей в мастерской, Хокусай пользуется особенным вниманием Сюнсё, что выражается и в том, что Хокусаю позволено подписываться как «Сюнро» — именем, образованным от имени учителя («Сюн» — от Сюнсё, «ро» — от имени «Кёкуро», которое раньше носил Сюнсё).
Хокусаю дозволено выступить с самостоятельными работами, и первым его опытом в 1784—1785 годах становятся гравюры в жанре якуся-э (один из видов театральной гравюры). Гравюры в основном относятся к типу хосо-э (узкие продольные гравюры, из которых составлялись диптихи и триптихи, представляющие одного актёра). Известны работы Хокусая этого периода, изображающие популярных актёров того времени Итикаву Дандзюро V (англ. Ichikawa Danjūrō V), Сэгаву Кикудзиро. Работы отмечены несомненным влиянием Сюнсё, однако к этому времени популярность Хокусая в жанре якуся-э уже сравнима с популярностью его учителя. Тонкий вкус, умение передать самое важное, тщательная проработка произведений — всё это ведёт к появлению собственного стиля, который не может сдерживаться рамками школы Кацукавы.
В период Сюнро Хокусай много трудится над иллюстрированием книг. Большей частью это популярная недорогая продукция, так называемая «кибёси» («книжки в жёлтых обложках»). Богатство сюжетов этих изданий требовало от художника изображать как бытовые сценки, посвящённые жизни горожан, так и создавать рисунки из истории Японии и Китая. В 1791 Хокусай был приглашён сделать несколько гравюр для издателя Цутая Дзюдзабуро.
После смерти Сюнсё в 1792 году школу Кацукавы возглавил другой ученик Сюнсё, Кацукава Сюнъэй (1762—1819). Примерно в 1795—1796 году Хокусай покидает дом Кацукавы. Точные причины этому не до конца ясны. Ясно, что уже вполне сформировавшийся художник, каким был Хокусай в это время, тяготился ролью ученика. Рамки школы были для него тесны, и только невероятная критичность к собственным способностям не позволяла Хокусаю признать себя состоявшимся художником. Возможно, повлиял на это и подход новых управителей школы, больше заинтересованных наживой, чем творчеством. Отдельные источники ссылаются на то, что из школы Кацукавы Хокусай был изгнан за «измену» — он ищет новых путей самовыражения, изучает искусство школы Кано, пытаясь использовать приёмы живописи в китайском стиле.

### Собственный стиль. Суримоно

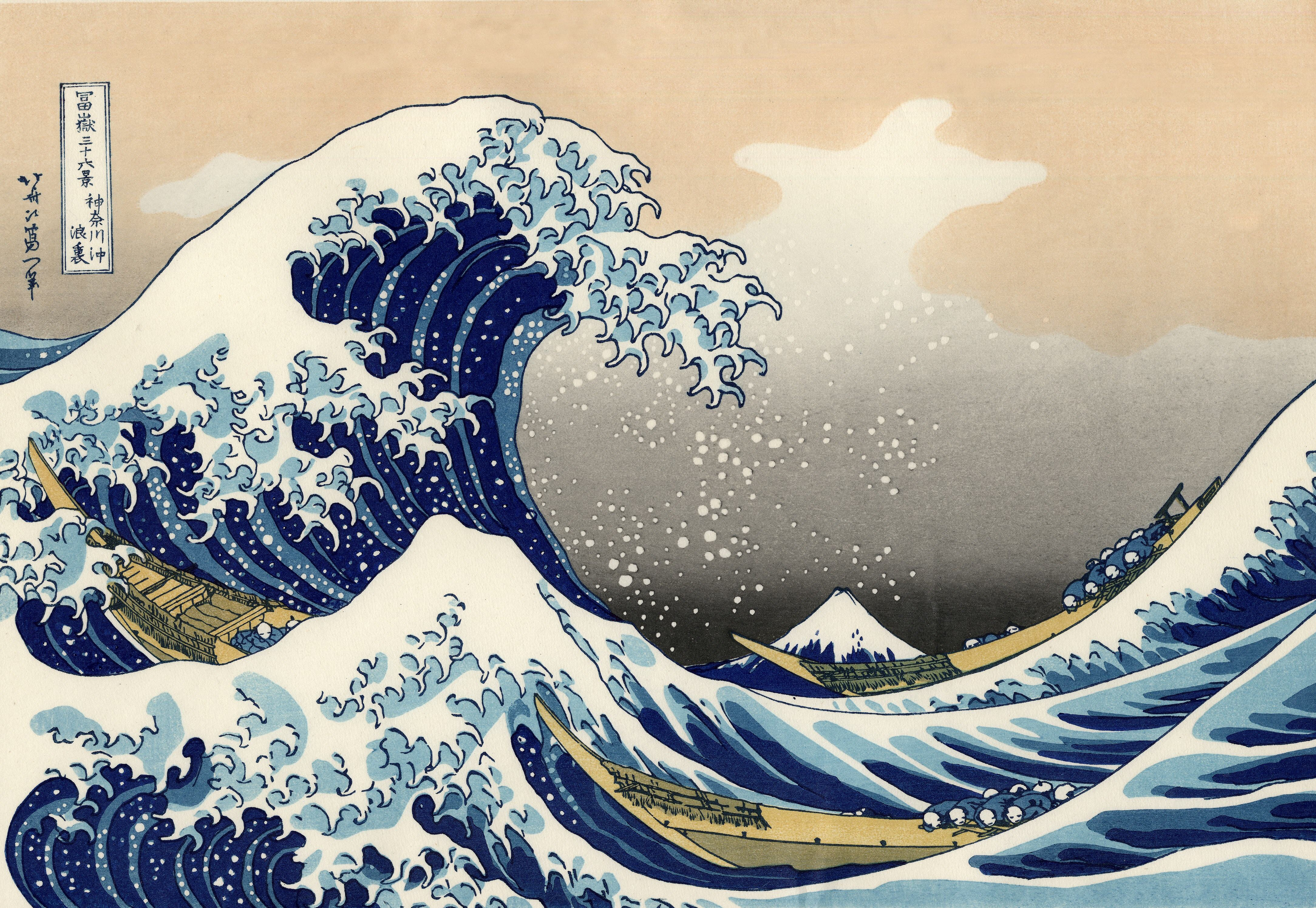
Большая волна в Канагаве, 1823—1831

1793 и 1794 годы стали переломными в карьере Хокусая. Начав самостоятельную жизнь, он столкнулся с большими трудностями. Известно, что ему приходилось жить впроголодь, заниматься мелкой торговлей, чтобы как-то прокормить себя. Но в это время и происходит формирование Хокусая как мастера. Он изучает разные школы живописи: помимо школы Кано его интересует школа Сотацу, принадлежащая к живописи ямато-э, особенно два её представителя — Таварая Сотацу и Огата Корин.
Художник отказался потворствовать вкусам тогдашней публики, требующей привычных работ в жанре укиё-э, стал вырабатывать свой собственный стиль, почерпнув некоторые приемы японских школ живописи Римпа и Тоса, а также применив европейскую перспективу.
В 1795 году выходят его иллюстрации к поэтической антологии «Кёка Эдо мурасаки» (яп. 狂歌江戸紫). Между 1796 и 1799 Хокусай пишет много одиночных гравюр и альбомных листов. Последние, «суримоно» — так назывались эти выполненные по заказу оттиски — имели колоссальный успех. В результате другие художники сразу же принялись их имитировать.
Как раз в 1796 году художник стал использовать ставший впоследствии широко известным псевдоним Хокусай. Этим именем он, начиная с 1798, подписывал гравюрные листы и живописные работы, а некоторые выполненные по заказу иллюстрации он подписывал псевдонимом Тацумаса. Иллюстрации для коммерческих романов выходили под именем Токитаро, другие многотиражные гравюры и иллюстрации к книгам были подписаны Како либо Соробэку. В 1800 году, в возрасте 41 года, художник стал называть себя Гакёдзин Хокусай — «Одержимый живописью Хокусай».

### Публичные выступления
Примерно с этого времени, хотя он жил в некотором отдалении от общества, Хокусай, завоевав определённый авторитет, часто демонстрировал своё искусство на публике. В 1804 году на территории храма Эдо художник нарисовал изображение Бодхидхармы размером в 240 м². Между 1804 и 1813 проиллюстрировал комические повести, т. н. «ёмихон», известных авторов Кёкутэя Бакина и Рютэя Танэхико.

### Альбомы и серии. Уединённая жизнь в Миуре
В 1812 году начинается его тесная дружба с художником Бокусэном (1775—1824), в результате чего между 1814 и 1834 годами в городе Нагоя вышла серия иллюстрированных альбомов «Хокусай манга» («Рисунки Хокусая») (англ. Hokusai Manga). Знаменитая серия пейзажных гравюр «Фугаку сандзюроккэй» («36 видов горы Фудзи») начала выходить в 1831 году, а в начале 1830-х годов Хокусай выпустил гравюры известных водопадов, мостов, птиц и привидений, то есть те работы, которыми он известен более всего в наше время. В конце 1834 года, непосредственно перед выходом его серии «Фугаку хяккэй» («100 видов горы Фудзи»), шедевра его книжной гравюры, художник покинул Эдо и в течение года жил в рабочем районе вблизи Ураги на полуострове Миура к югу от Эдо. В это же время (в 1835 году) начала издаваться его последняя, серьёзная серия гравюр «Хякунин иссю уба га этоки» (яп. 百人一首姥がゑとき) — «Сто стихов в изложении няни» (иллюстрации к сборнику «100 стихотворений 100 поэтов»). Всего к этой серии художник выполнил 28 гравюр и 62 эскиза тушью. Выход серии ксилографий к поэтической антологии «Хякунин иссю» был прерван после публикации 28 листов, выпуск серии так и остался незавершённым.

### Снова в Эдо. Бедность
В 1836 году художник вернулся в Эдо, когда город был разгромлен окрестной беднотой, где ему пришлось зарабатывать на пропитание продажей собственных картин. В 1839 году в мастерской Хокусая случился пожар, уничтоживший все наброски и рабочие материалы. После этого Хокусай, по всей видимости, рисовал совсем немного и практически не выпускал гравюр и книжных иллюстраций. Самым известным из его учеников стал Тотоя Хоккэй (1780—1850), который иллюстрировал книги и «суримоно».

## Творчество

### Суримоно

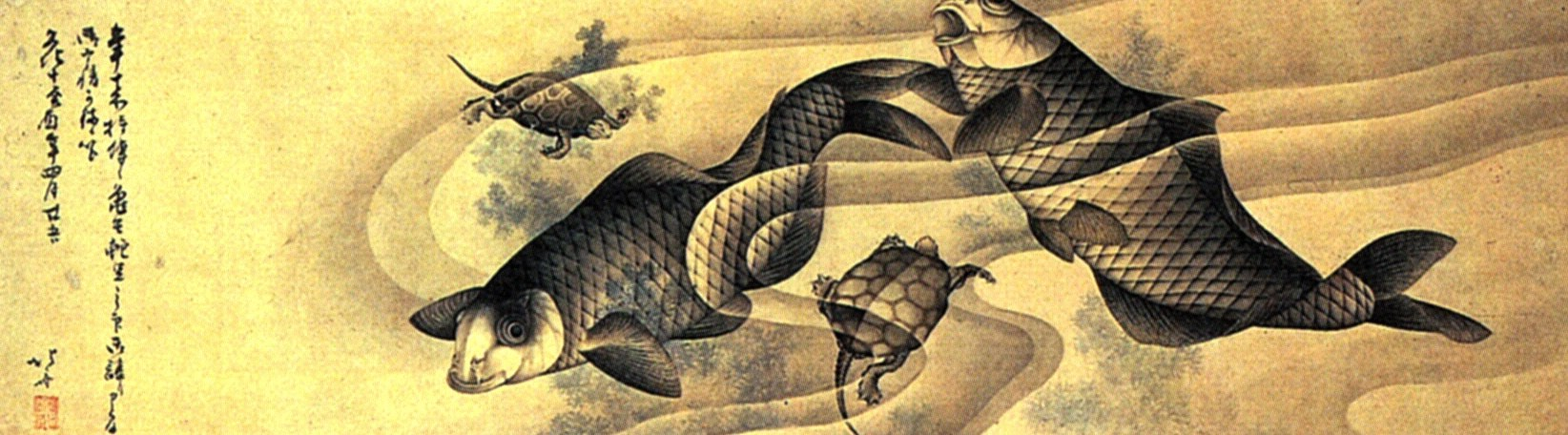
Карпы

Суримоно — вид традиционного японского искусства, цветная ксилография специфичного, вполне определённого назначения — служить подарком в среде японской городской интеллигенции. Поводом могло быть что угодно: юбилей, рождение сына, наступление поры цветения вишен, перемена фамилии, наступающий Новый год. Жанровое разнообразие суримоно было очень богатым, живописный план произведений мог относиться ко многим жанрам: дзимбуцу (изображение фигур), добуцу (изображение животных), катё (изображение цветов и птиц), сансуй (пейзаж).
Возникнув в первой половине XVIII века, суримоно становятся необычайно популярным в следующем веке. Особенности круга распространения обусловили и отличительные свойства: по сравнению с прочими гравюрами, суримоно печатались на более качественной бумаге и сам технологический процесс их создания был более сложен. Суримоно, по своей сути, представляет собой характерное для Японии поздравление — послание, выраженное с помощью изображения, текста (чаще всего в форме стихов), каллиграфии. Небольшое по размерам, простое по содержанию, это послание в то же время могло быть чрезвычайно сложным по смыслу. Создаваемый изобразительными, стихотворными и техническими средствами образ должен был обладать цельностью, органично синтезируя все составные части в единое целое. Именно эта синтетичность, позволяющая проявить собственные таланты, блеснуть умом, тонким вкусом, явить в простоте изысканность и глубину философского подтекста, и ценилась создателями суримоно. Это и искусство, и игра — создание суримоно становится одним из развлечений, способом приятно провести время. Как и состязания в сложении хайку или кёка, суримоно становится частью быта горожан, членов «поэтических клубов», весьма популярных в Эдо.
Заслуга Хокусая во взлёте популярности суримоно несомненна, он делает его важнейшим из видов японской ксилографии (англ. Woodblock printing in Japan). До него в этом направлении создавали произведения такие мастера, как Тоёхиро (англ. Toyohiro), Сюмман, Утамаро.
С определённой условностью можно выделить три этапа, пройденных Хокусаем при создании суримоно: ранний этап — работы, созданные в 1783—1797 годах, этап 1797—1805 годов, где художник тяготеет к традиционному стилю, и творчество после 1805 года, время расцвета и создания собственного неповторимого стиля.
Ранний этап характерен созданием слегка удлинённых суримоно маленького размера. Подписывал их автор именами Могура Сюиро, Хякурин Сори (иногда с добавлением Хисикава). К началу XIX века Хокусай переходит к созданию длинных горизонтальных суримоно. Эти работы часто подписываются именем Гакёдзин Хокусай. Несмотря на то, что при их создании Хокусай ориентировался на традиции, заложенные предшественниками, у него получается обогатить художественные приёмы и заложить основы для будущих открытий. К этому периоду относятся такие работы как «Восход солнца», «У фонтана», «Женщина с подносом» и другие. Композиция суримоно этого периода обычно однотипна: справа располагается группа людей, а в левой части изображается пейзаж.
Отличает работы мастера от работ других известных создателей гравюр прежде всего удивительное внимание к изображаемым вещам, природе, окружающему миру. Подобное внимание прежде всего оборачивается тем, что каждая деталь обогащается собственным смыслом. Изображая на дальнем плане природу, Хокусай может вдруг создать картину настолько естественную, что она перестаёт служить фоном, она становится ценна сама по себе. И хотя это особенно свойственно более поздним работам художника, в творчестве начала XIX века уже можно ощутить будущую изощрённость и богатство замыслов.
Люди на суримоно Хокусая прежде всего «живые», это не просто изображения. Показанные на фоне пейзажа, они активно с ним взаимодействуют: прикрывают рукой глаза от солнца, указывают на облака, вглядываются в бескрайние просторы, иногда даже повернувшись спиной к зрителю. Важность внутренней сути показываемых явлений и действий, заинтересованность деталями естественным образом приводят Хокусая к камерности сюжетов. На суримоно появляется интерьер, что тоже было не ново само по себе (интерьеры можно найти, например, в творчестве Моронобу), но то, что художник пришёл к его отображению в результате собственной внутренней работы, а не бездушного подражания, придаёт работам Хокусая особую интимность. Несмотря на то, что изображение интерьера не стало темой дальнейших творческих поисков мастера, оно подготовило рождение Хокусая как уникального, ни на кого не похожего творца, способного создать новый, прежде неизвестный тип суримоно.

### Манга Хокусая
«Хокусай манга» (яп. 北斎漫画 буквально «рисунки Хокусая») — одна из главнейших работ в творческом наследии художника, созданная им в зените славы. Большого объёма и сложности, чрезвычайно богатая по материалу, «Манга» является выражением взглядов Хокусая на творчество, его философии, раскрывает секреты мастера. «Манга» ценна не только как веха в жизни Хокусая, но и как важный источник информации о культуре и искусстве Японии эпохи позднего феодализма. «Мангу» Хокусая нередко называют «энциклопедией японского народа».

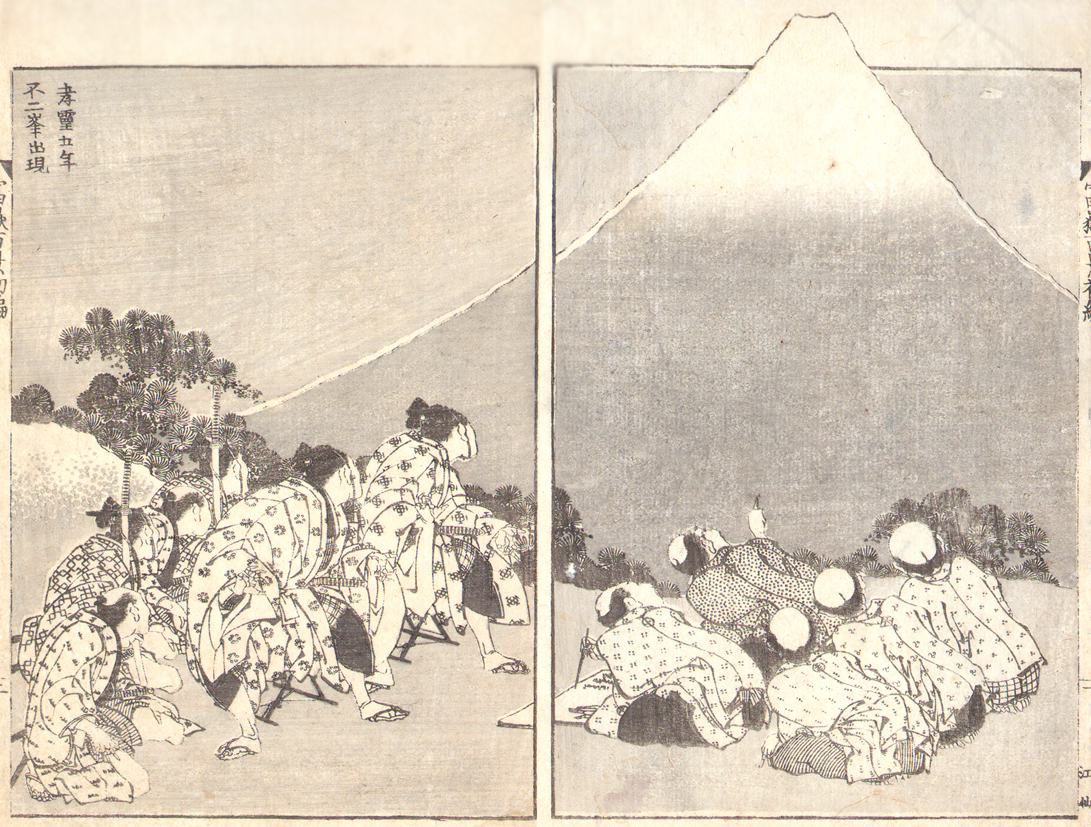
Созерцание горы Фудзи. 1814. Манга.

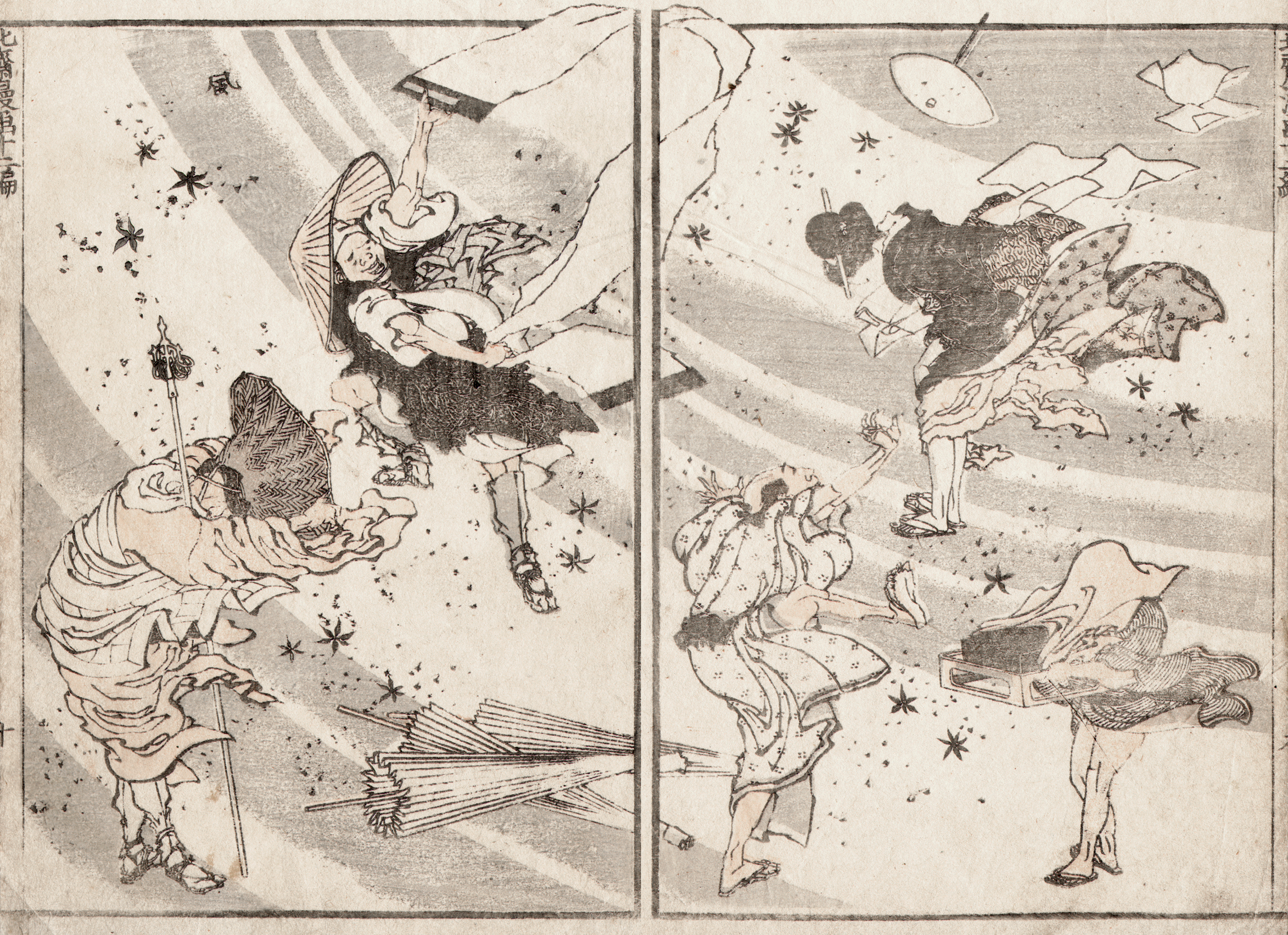
Ветер. 1820. Манга.

Материалом для первого выпуска «Манги» стали зарисовки Хокусая, сделанные им во время путешествия в район Кансай в 1812 году. Ученики Хокусая — Маки Бокусэн, Хокуун и Хокутэй, — уговорили учителя издать их отдельной книгой, настолько они были поражены увиденным.
Первый выпуск «Манги» вышел в 1814 году в Эдо (издатель Какумаруя) и Нагоя (издатель Эйракуя). Подписана она была именем Тамэкадзу, которым пользовался Хокусай в 1812—1814 годах. Объём первого выпуска составлял 54 страницы. Всего при жизни художника вышло 12 выпусков, а после его смерти — ещё 3:
- 1815 — II, III
- 1816 — IV, V
- 1817 — VI, VII
- 1818 — VIII
- 1820 — IX, X
- 1834 — XI
- 1849 — XII
- 1849 — XIII (после смерти художника)
- 1874 — XIV
- 1878 — XV.

Сразу после выхода первой части она становится чрезвычайно популярна и раскупается буквально за неделю. Большинство рисунков изображали сценки из городской жизни, также содержалось множество зарисовок людей. Сборник представлял собой дневник, куда мастер заносил всё виденное им в жизни, но только в форме рисунков, а не текстом. В целом, такой принцип был продолжен и в следующих выпусках, все они отличаются богатством сюжетов. Лишь несколько выпусков можно считать тематическими: например, в пятом выпуске много места отведено архитектурным зарисовкам, двенадцатый посвящён карикатуре, а в четырнадцатом много изображений животных.
Первоначально бытовавшее среди искусствоведов мнение о незамысловатости «Манги» было скорректировано в начале XXI века: в её выпусках найдена сложно построенная нелинейная композиция и строгая продуманность в организации страниц.

## Влияние на искусство и культуру
Хокусай, как и японское искусство в целом, оказал существенное влияние на европейское искусство XIX века: ар-нуво (югендстиль) и французский импрессионизм. В характерных для югендстиля напряжённых и извилистых линиях, названных критиками «ударом бича» (нем. Peitschenhieb), заметно влияние мотивов Хокусая. Тематика гравюр Хокусая присутствует в работах Клода Моне и Пьера Огюста Ренуара.
В честь Кацусики Хокусая назван кратер на Меркурии Хокусай.

## Семья
Хокусай был женат дважды. От каждого брака было по сыну и по две дочери, всего шестеро детей. Старшая дочь, Миё, была замужем за учеником Хокусая — Янагавой Сигэнобу, родила сына и позже развелась. Старший сын, Томиносукэ, рано умер. Вторая дочь от первого брака, Тацудзё, имела талант к живописи, но рано вышла замуж и умерла от болезни. Третья дочь, первая от второго брака, Ои, когда-то была замужем за учеником знаменитого художника Минамидзавой Томэем (яп. 南沢等明 минамидзава то:мэй), но развелась и продолжала рисовать с отцом до самой его смерти. Через шесть лет после смерти отца Ои ушла из дома и не вернулась. До сих пор неизвестно, где она захоронена. Также её часто путали с сестрой Тацу. Второй сын Хокусая, Джуро Саки, был усыновлен самурайской семьёй и стал гокэнином. Самая младшая дочь родилась слепой и жила в монастыре, но на время болезни переселилась в родной дом и жила с матерью до самой смерти. Она рано умерла.